# Dennis Hohloch
Dennis Hohloch (* 19. März 1989 in Potsdam) ist ein vom Verfassungsschutz Brandenburg als rechtsextrem eingestufter deutscher Politiker der AfD. Er ist seit 2019 Mitglied im Landtag Brandenburg.

## Leben
Dennis Hohloch wurde im Jahr 1995 an der Grundschule „Am Priesterweg“ in Potsdam eingeschult und besuchte von 2001 bis 2008 das Leibniz-Gymnasium Potsdam.
Anschließend studierte er an der Ernst-Moritz-Arndt-Universität in Greifswald ab 2008 zunächst Geschichte und evangelische Theologie auf Lehramt, dann von 2009 bis 2014 Geschichte und Geografie. Nach Angaben auf der Webseite des Landtag Brandenburg war er ab 2017 Lehrer in Berlin an einer „Schule in Spandau“, deren Leitung Hohlochs Parteizugehörigkeit „sehr kritisch“ sah. 2019 war er als Geschichtslehrer an einer Schule westlich von Berlin in Brandenburg tätig. Hohloch ist mit der AfD-Politikerin Mary Khan-Hohloch (* 1994) verheiratet und hat eine Tochter.

## Politisches Wirken
Nach eigenen Angaben gehörte Hohloch „in [s]einer Jugend“ anderthalb Jahre der SPD an. Seit 2014 ist er für die AfD Brandenburg Mitglied im Stadtrat von Potsdam. Hohloch zog bei der Landtagswahl in Brandenburg 2019 über die Landesliste der AfD Brandenburg als Abgeordneter in den Landtag Brandenburg ein. Am 22. Oktober 2019 wurde er von der AfD-Fraktion zu deren Parlamentarischem Geschäftsführer gewählt und damit zum Nachfolger von Andreas Galau, der zuvor vom Landtag zum Landtagsvizepräsidenten gewählt worden war.
Im Sommer 2020 wurde er als Nachfolger von Andreas Kalbitz bis zur Wahl von Hans-Christoph Berndt am 27. Oktober kommissarischer Fraktionsvorsitzender. Im August 2020 schlug Kalbitz Hohloch bei einer Begrüßung mit der Faust in den Bauch. Hohloch musste daraufhin wegen eines Milzrisses stationär behandelt werden. Die Staatsanwaltschaft Potsdam nahm Ermittlungen gegen Kalbitz wegen des Verdachts auf fahrlässige Körperverletzung auf. Das Verfahren wurde gegen Zahlung einer Geldauflage eingestellt.
Hohloch war mindestens bis Ende 2021 gemeinsam mit Kalbitz Mitglied der Freiheitsboten Königs Wusterhausen. Mitglied von deren Telegram-Chatgruppe war auch der Impfgegner Devid R., der für seine Ehefrau ein gefälschtes Impfzertifikat beschafft hatte und im Dezember 2021 in Königs Wusterhausen einen erweiterten Selbstmord beging.
Seit dem 18. Juni 2022 ist Hohloch Beisitzer im AfD-Bundesvorstand. Im November 2022 wurde er durch den Landtag Brandenburg in den Rundfunkrat des Rundfunk Berlin-Brandenburg gewählt.
Im April 2024 wurde bekannt, dass der Verfassungsschutz Brandenburg Dennis Hohloch als rechtsextrem einstuft.
Wegen „Hassreden“ und „hasserfüllten Verhaltens“ löschte im Juni 2024 die soziale Plattform Tik Tok mehrere Beiträge Hohlochs und schränkte zudem dessen Account stark ein. Ein Ersatz-Account, den Hohloch sich daraufhin anlegte, wurde ebenfalls komplett entfernt.
Im Sommer 2024 besuchten neun- bis zwölfjährige Schüler und Schülerinnen der Montessori-Schule Potsdam den Brandenburger Landtag. Dabei hatten sie die Möglichkeit, verschiedenen Landtagsabgeordneten Fragen zu stellen. Das Gespräch endete in einem Eklat, als Dennis Hohloch dazustieß und über Migranten sprechen wollte. In seinem Redebeitrag warnte er vor Flüchtlingen und begründete das unter anderem mit Gruppenvergewaltigungen, die durch sie geschehen würden. Als eine Mutter sich wegen dieser Einlassungen bei der Schulleitung beschwerte, diffamierte Hohloch sie öffentlich.
Bei der Landtagswahl 2024 zog Hohloch über das Direktmandat im Landtagswahlkreis Oder-Spree II erneut in den Landtag Brandenburg ein.